# Literatura abkhaza
La literatura abkhaza és la literatura en llengua abkhaza.
El 1864 el general baró Peter von Uslar, especialista en llengües caucasianes, va crear l'alfabet abkhaz, a partir d'un llibre d'història sagrada composta per un capellà. El 1892 D. I. Gulia i M.D. Matxavariani adoptaren tant l'alfabet ciríl·lic com l'àrab en comptes del georgià per a l'abkhaz. El 1910 Gulia va publicar el primer llibre.
Caldria esperar a la Revolució russa per a veure els primers autors en llengua nadiua, com Samson Txanba (1886–1937) amb Makhadzhiry (1920), Apsny Khanym (1923) i Serdyk (1934); Dmitri Gulia (1874–1960), amb la novel·la Kamachich (1940); Iua Kogonia (1903–1928), autor el 1924 d'Abataa Beslan, Navai i Mzauch i Khmydz; Mikhail Lakerbai (1901-1965), coeditor del diari Apsny Kapsh el 1921-1925 i autor d'Alamys (1959) i Danakai (1946). Bagrat Xinkuba (1917–2004) recollí les obres en Ialkaau Ifymtakua (1967). Levarsa Kvitsinia (1912-1941), fou partisà i autor de Sharizan (1933) i Daur (1936). Ivan Papaskiri (1902–1980), polític i autor de Temyr (1937). Ivan Tarba (1921–1994) amb les novel·les Un nom ben conegut (1967) i El sol surt ací (1968). V. V. Agrba escriví Temyr (1937), i també cal destacar els escrits populars satírics akh'dzyrtv'iu.
L'autor abkhaz més conegut, el dissident Fazil Iskander (1929–2016), va escriure en rus Constel·lació Kozlotur (1966).